# Efekt realnych zasobów
Efekt realnych zasobów nazwany tak przez Dona Patinkina, stanowi uogólnienie efektu Pigou. 
W przeciwieństwie do pierwotnego efektu Pigou efekt realnych zasobów nie jest spowodowany obniżką ogólnego poziomu cen, lecz wzrostem realnych zasobów pieniężnych. W rezultacie wzrosną konsumpcja i popyt. System powróci do równowagi, gdy ceny wzrosną proporcjonalnie do przyrostu podaży pieniędzy. 